# Everton Football Club 2011-2012
Questa voce raccoglie le informazioni riguardanti l'Everton Football Club nelle competizioni ufficiali della stagione 2011-2012.

## Rosa
| N. |                        | Ruolo | Calciatore\|      |
| -- | ---------------------- | ----- | ----------------- |
|    | Stati Uniti (bandiera) | P     | Tim Howard        |
|    | Slovacchia (bandiera)  | P     | Ján Mucha         |
|    | Inghilterra (bandiera) | D     | Leighton Baines   |
|    | Inghilterra (bandiera) | D     | Tony Hibbert      |
|    | Paesi Bassi (bandiera) | D     | John Heitinga     |
|    | Inghilterra (bandiera) | D     | Phil Jagielka     |
|    | Francia (bandiera)     | D     | Sylvain Distin    |
|    | Irlanda (bandiera)     | D     | Shane Duffy       |
|    | Australia (bandiera)   | C     | Tim Cahill        |
|    | Belgio (bandiera)      | C     | Marouane Fellaini |
|    | Inghilterra (bandiera) | C     | Leon Osman        |
|    | Inghilterra (bandiera) | C     | Phil Neville      |
|    | Paesi Bassi (bandiera) | C     | Royston Drenthe   |
|    | Irlanda (bandiera)     | C     | Séamus Coleman    |
|    | Sudafrica (bandiera)   | C     | Steven Pienaar    |
|    | Inghilterra (bandiera) | C     | Jack Rodwell      |

| N. |                        | Ruolo | Calciatore\|          |
| -- | ---------------------- | ----- | --------------------- |
|    | Irlanda (bandiera)     | C     | Darron Gibson         |
|    | Russia (bandiera)      | C     | Dinijar Biljaletdinov |
|    | Scozia (bandiera)      | C     | James McFadden        |
|    | Inghilterra (bandiera) | C     | Ross Barkley          |
|    | Spagna (bandiera)      | C     | Mikel Arteta          |
|    | Argentina (bandiera)   | A     | Denis Stracqualursi   |
|    | Francia (bandiera)     | A     | Louis Saha            |
|    | Senegal (bandiera)     | A     | Magaye Gueye          |
|    | Croazia (bandiera)     | A     | Nikica Jelavić        |
|    | Grecia (bandiera)      | A     | Apostolos Vellios     |
|    | Nigeria (bandiera)     | A     | Victor Anichebe       |
|    | Stati Uniti (bandiera) | A     | Landon Donovan        |
|    | Inghilterra (bandiera) | A     | Conor McAleny         |
|    | Inghilterra (bandiera) | A     | Jermaine Beckford     |
|    | Inghilterra (bandiera) | A     | Jose Baxter           |

## Risultati

### Premier League

#### Girone di andata
| Arbitro: | Atkinson (Bradford) |

|  |           |                        |
|  | Marcatori | 71’ Carroll 82’ Suárez |

| Arbitro: | Jones |

|                                       |           |             |
| Sturridge 31’ Terry 45+2’ Ramires 61’ | Marcatori | 81’ Vellios |

| Arbitro: | Webb |

|                |           |  |
| van Persie 70’ | Marcatori |  |

| Arbitro: | Friend |

|           |           |  |
| Osman 60’ | Marcatori |  |

#### Girone di ritorno
| Arbitro: | Jones |

|                              |           |  |
| Pienaar 5’ Stracqualursi 71’ | Marcatori |  |

| Arbitro: | Mason |

|  |           |              |
|  | Marcatori | 8’ Vermaelen |

### Football League Cup
| Arbitro: | Mason |

|          |           |                          |
| Saha 83’ | Marcatori | 38’ Kalou 116’ Sturridge |